# Congresso per il Cambiamento Democratico
Il Congresso per il Cambiamento Democratico (in inglese: Congress for Democratic Change - CDC) è un partito politico liberiano fondato nel 2005 dai sostenitori di George Weah, eletto Presidente della Liberia nel 2017.

## Risultati
| Elezione                                                           | Voti    | %     | Seggi   |
| ------------------------------------------------------------------ | ------- | ----- | ------- |
| Parlamentari 2005                                                  | 157.753 | 16,87 | 15 / 64 |
| Parlamentari 2011                                                  | 163.592 | 13,75 | 11 / 73 |
| Parlamentari 2017 a                                                | 234.767 | 15,64 | 21 / 71 |
| a Nella Coalizione per il Cambiamento Democratico (con NPP e LPDP) |         |       |         |

| Elezione           | Elezione | Candidato      | Voti    | %     | Esito         |
| ------------------ | -------- | -------------- | ------- | ----- | ------------- |
| Presidenziali 2005 | I turno  | George Weah    | 275.265 | 28,27 | ❌ Non eletto |
| Presidenziali 2005 | II turno | George Weah    | 327.046 | 40,60 | ❌ Non eletto |
| Presidenziali 2011 | I turno  | Winston Tubman | 394.370 | 32,68 | ❌ Non eletto |
| Presidenziali 2011 | II turno | Winston Tubman | 62.207  | 9,29  | ❌ Non eletto |
| Presidenziali 2017 | I turno  | George Weah    | 596.037 | 38,37 | ✔️ Eletto     |
| Presidenziali 2017 | II turno | George Weah    | 732.185 | 61,54 | ✔️ Eletto     |